# Discografia de Joe Satriani
Este artigo traz a Discografia completa do guitarrista virtuoso estadunidense Joe Satriani.
Com mais de 10 milhões de discos vendidos, Satriani é o músico de rock instrumental que mais vendeu discos na história. De seus vários álbuns solo, dois chegaram a disco de platina e outros quatro a disco de ouro, com 15 indicações ao Grammy entre eles.
Sua música é tao eclética que não se pode englobá-lo num só estilo musical. Às vezes soa rock and roll, às vezes blues, progressivo, pop. Por isso, o próprio Satriani definiu seu estilo como "Joe Satriani Music".

## Discografia Solo

### Álbuns de estúdio
| #  | Lança- mento | Álbum                                              | Certificação/Vendas                                    | US | US Hard Rock | AUS | FR | GfK Entertainment | NZ | SWE | SWI | UK  |
| -- | ------------ | -------------------------------------------------- | ------------------------------------------------------ | -- | ------------ | --- | -- | ----------------- | -- | --- | --- | --- |
| 01 | 1986         | Not of This Earth                                  |                                                        | —  | —            | —   | —  | —                 | —  | —   | —   | —   |
| 02 | 1987         | Surfing With the Alien                             | Platina (RIAA) / 1,000,000+ Ouro BPI                   | 29 | —            | 10  | —  | —                 | 16 | —   | —   | —   |
| 03 | 1989         | Flying in a Blue Dream                             | Ouro (RIAA) / 100,000+ Prata (BPI) / 60,000+ Ouro RMNZ | 23 | —            | 21  | —  | —                 | 7  | 34  | —   | —   |
| 04 | 1992         | The Extremist                                      | BPI: ouro IFPI: ouro IFPI: ouro RIAA: ouro SNEP: ouro  | 22 | —            | 29  | 13 | 55                | 16 | 35  | 11  | 13  |
| 05 | 1993         | Time Machine                                       | Ouro (RIAA) / 100,000+ Ouro (NVPI)                     | 95 | —            | 85  | 8  | 87                | —  | —   | —   | 32  |
| 06 | 1995         | Joe Satriani                                       |                                                        | 51 | —            | 72  | 10 | —                 | 27 | —   | 36  | 21  |
| 07 | 1998         | Crystal Planet                                     | ouro (BPI) / 100,000+                                  | 50 | —            | —   | 10 | 73                | —  | —   | 40  | 32  |
| 08 | 2000         | Engines of Creation                                |                                                        | 90 | —            | —   | 37 | —                 | —  | —   | 86  | 78  |
| 09 | 2002         | Strange Beautiful Music                            |                                                        | 80 | —            | —   | 38 | —                 | —  | —   | 78  | 111 |
| 10 | 2004         | Is There Love in Space?                            |                                                        | 80 | —            | —   | 45 | —                 | —  | —   | 83  | 86  |
| 11 | 2006         | Super Colossal                                     |                                                        | 86 | —            | —   | 86 | —                 | —  | —   | 83  | 107 |
| 12 | 2008         | Professor Satchafunkilus and the Musterion of Rock |                                                        | 89 | —            | 64  | 57 | 92                | —  | —   | 67  | 75  |
| 13 | 2010         | Black Swans and Wormhole Wizards                   | ouro (BPI) / 100,000+                                  | 45 | 5            | 84  | 39 | 85                | —  | —   | 34  | 62  |
| 14 | 2013         | Unstoppable Momentum                               | ouro 50.000+                                           | 42 | 1            | 81  | 77 | 67                | —  | 54  | 32  | 44  |
| 15 | 2015         | Shockwave Supernova                                |                                                        | 46 | 3            | 23  | 32 | 40                | —  | —   | 13  | 22  |
| 16 | 2018         | What Happens Next                                  |                                                        | 42 | 2            | 20  | —  | 51                | —  | —   | 9   | 40  |
| 17 | 2020         | Shapeshifting                                      |                                                        | 28 | 101          | 61  | —  | —                 | —  | —   | 6   | 70  |
| 18 | 2022         | The Elephants of Mars                              |                                                        | —  | —            | —   | —  | 22                | —  | —   | 5   | 57  |

### Álbuns ao vivo
| Ano  | Título e Formato(s)                                                                                             | Desempenho nas Paradas Musicais | Desempenho nas Paradas Musicais | Desempenho nas Paradas Musicais | Desempenho nas Paradas Musicais | Desempenho nas Paradas Musicais | Certificação                                                        |
| Ano  | Título e Formato(s)                                                                                             | US (Video)                      | AUS (Video)                     | FRA (Album)                     | SWE (Video)                     | SWI (Video)                     | Certificação                                                        |
| ---- | --- | ------------------------------- | ------------------------------- | ------------------------------- | ------------------------------- | ------------------------------- | ------------------------------------------------------------------- |
| 2001 | Live in San Francisco - CD/DVD                                                                                  | 10                              | 9                               | 69                              | 13                              | —                               | - ARIA: ouro (Video) - BPI: ouro (Video) - RIAA: 2× platina (Video) |
| 2006 | Satriani LIVE! - CD/DVD                                                                                         | —                               | —                               | —                               | —                               | —                               | - SNEP: ouro (Video)                                                |
| 2007 | Joe Satriani: Live at Montreux - DVD(vendido juntamente com a re-edição comemorativa do Surfing with the Alien) | —                               | —                               | —                               | —                               | —                               | —                                                                   |
| 2010 | Live in Paris: I Just Wanna Rock - CD/DVD                                                                       | —                               | 29                              | 197                             | —                               | —                               | —                                                                   |
| 2012 | Satchurated: Live in Montreal - CD/DVD/Blu-Ray/3d                                                               | 3                               | 15                              | 198                             | 7                               | 6                               | —                                                                   |
| 2015 | Surfing in San Jose - The Classic 1988 Radio Broadcast - CD                                                     | —                               | —                               | —                               | —                               | —                               | —                                                                   |

### EPs
| Lançamento | Álbum                                                                              | Certificação/Vendas     | Billboard 200 | The Official Charts Company | Sverigetopplistan |
| ---------- | ---------------------------------------------------------------------------------- | ----------------------- | ------------- | --------------------------- | ----------------- |
| 1984       | Joe Satriani (EP)                                                                  |                         | —             | —                           | —                 |
| 1988       | Dreaming #11                                                                       | Ouro ( RIAA) / 250,000+ | 42            | 100                         | 55                |
| 1993       | The Satch Ep                                                                       |                         | —             | 53                          | —                 |
| 2000       | Additional Creations (CD bônus junto com a edição limitada do Engines of Creation) |                         | —             | —                           | —                 |
| 2016       | Supernova Remix: The Free EP                                                       |                         | —             | —                           | —                 |

### Coletâneas
| Ano                                             | Detalhes | Desempenho        |
| Ano                                             | Detalhes | GfK Entertainment |
| ----------------------------------------------- | --- | ----------------- |
| 1993                                            | The Beautiful Guitar (coletânea europeia) - Lançamento: 1993 - Selo: Relativity Records - Formato: CD, DD                     | 53                |
| 2003                                            | The Electric Joe Satriani: An Anthology (CD Duplo) - Lançamento: 18 de Novembro de 2003 - Selo: Epic/Legacy - Formato: CD, DD | —                 |
| 2005                                            | One Big Rush: The Genius of Joe Satriani - Lançamento: 29 de Novembro de 2005 - Selo: Sony BMG - Formato: CD                  | —                 |
| "—" indica que o álbum ão apareceu nas paradas. | |                   |

#### Box-Coletâneas
- 2008 - Joe Satriani Original Album Classics (box com 5 CDs)
- 2014 - Joe Satriani: The Complete Studio Recordings (box com os 14 primeiros CDs de estúdio de Satriani, mais um composto por faixas raras e inéditas, intitulado: Additional Creations And Bonus Tracks)
- 2019 - Beyond the Supernova

### Singles
| Ano  | Single                                         | Álbum                            | Ranking                              | Posição |
| ---- | ---------------------------------------------- | -------------------------------- | ------------------------------------ | ------- |
| 1988 | Satch Boogie                                   | Surfing with the Alien           | Billboard Hot Mainstream Rock Tracks | #22     |
| 1988 | Surfing with the Alien                         | Surfing with the Alien           | Billboard Hot Mainstream Rock Tracks | #37     |
| 1988 | Always With Me, Always With You                | Surfing with the Alien           |                                      |         |
| 1988 | The Crush of Love                              | Dreaming No. 11                  | The Billboard 200                    | #42     |
| 1989 | Big Bad Moon                                   | Flying in a Blue Dream           | Billboard Hot Mainstream Rock Tracks | #31     |
| 1989 | One Big Rush                                   | Flying in a Blue Dream           | Billboard Hot Mainstream Rock Tracks | #36     |
| 1990 | Back to Shalla-Bal                             | Flying in a Blue Dream           | Billboard Hot Mainstream Rock Tracks | #17     |
| 1990 | I Believe                                      | Flying in a Blue Dream           | Billboard Hot Mainstream Rock Tracks | #17     |
| 1992 | Friends                                        | The Extremist                    | Billboard Hot Mainstream Rock Tracks | #12     |
| 1992 | Summer Song                                    | The Extremist                    | Billboard Hot Mainstream Rock Tracks | #5      |
| 1992 | Cryin`                                         | The Extremist                    | Billboard Hot Mainstream Rock Tracks | #24     |
| 1992 | The Extremist                                  | The Extremist                    |                                      |         |
| 1993 | "All Alone"                                    | Time Machine                     | Billboard Hot Mainstream Rock Tracks | #21     |
| 1993 | "Time Machine"                                 | Time Machine                     |                                      |         |
| 1995 | Look My Way                                    | Joe Satriani                     |                                      |         |
| 1995 | "(You're) My World" / "If" / "Slow Down Blues" | Joe Satriani                     | Billboard Hot Mainstream Rock Tracks | #30     |
| 1996 | "Luminous Flesh Giants"                        | Joe Satriani                     |                                      |         |
| 1998 | Ceremony                                       | Crystal Planet                   | Billboard Hot Mainstream Rock Tracks | #28     |
| 2000 | Until We Say Goodbye                           | Engines of Creation              |                                      |         |
| 2002 | Starry Night                                   | Strange Beautiful Music          | Digital Sales Top 100                | #16     |
| 2010 | Light Years Away                               | Black Swans and Wormhole Wizards |                                      |         |

### Vídeos (DVDs e/ou VHSs)
| Lançamento | "Filme"              | Formato         | Descrição |
| ---------- | -------------------- | --------------- | --- |
| 1993       | The Satch Tapes      | VHS             | Uma espécie de documentário, com videoclipes e músicas tocadas em shows.                                          |
| 2003       | The Satch Tapes      | DVD             | Uma espécie de documentário, com videoclipes e músicas tocadas em shows.                                          |
| 1996       | Reel Satriani VHS    | VHS             | Making of do álbum Joe Satriani                                                                                   |
| 2018       | Beyond the Supernova | Streaming video | Making of da turnê realizada em 2016 e 2017. Rodado, editado, dirigido e produzido por ZZ Satriani, filho do Joe. |

### Trilhas-Sonoras
Álbuns completos
| Ano  | Álbum/Projeto                                                | Info                                                     |
| ---- | ------------------------------------------------------------ | -------------------------------------------------------- |
| 2005 | NASCAR 06: Total Team Control - Jogo Eletrônico (PS2 e XBox) | Satriani compôs e performou toda a trilha-sonora do game |

Canções em trilhas-sonoras
| Ano  | Canção                      | Álbum                   | Tipo Mídia                                                                                          | Obs.                                               | Ref.   |
| ---- | --------------------------- | ----------------------- | --------------------------------------------------------------------------------------------------- | -------------------------------------------------- | ------ |
| 1988 | Crushing Day                | Surfing with the Alien  | Com Qual das Duas? - filme                                                                          |                                                    | [ 31 ] |
| 1989 | One Big Rush                | Flying in a Blue Dream  | Digam o Que Quiserem - Filme                                                                        |                                                    |        |
| 1991 | Satch Boogie                | Surfing with the Alien  | O Pestinha 2 - Filme                                                                                |                                                    |        |
| 1992 | Summer Song                 | The Extremist           | Dave, Shelly, and Chainsaw - vinheta de um programa de radio                                        |                                                    |        |
| 1993 | The Forgotten Part II       | Flying in a Blue Dream  | Labatt Blue - Comercial de cerveja                                                                  |                                                    |        |
| 1993 | Can't Slow Down             | Flying in a Blue Dream  | Nash Bridges - Programa de tv                                                                       | A canção aparece numa cena de perseguição policial |        |
| 1993 | Speed of Light              | Time Machine            | Super Mario Bros. - Filme                                                                           |                                                    |        |
| 1994 | Midnight                    | Surfing with the Alien  | Loucuras de um Divórcio                                                                             |                                                    | [ 32 ] |
| 1996 | The Bells of Lal (Part One) | Time Machine            | Na Corda Bamba - filme                                                                              | aparição rápida numa cena do filme                 |        |
| 1996 | Back to Shalla-Bal          | Flying in a Blue Dream  | Jogo Eletrônico - Formula 1 (PS1)                                                                   |                                                    |        |
| 1997 | Back to Shalla-Bal          | Flying in a Blue Dream  | Snowriders II - Filme (documentário)                                                                |                                                    |        |
| 2004 | Summer Song                 | The Extremist           | Jogo Eletrônico - Gran Turismo 4 (PS2)                                                              |                                                    |        |
| 2008 | Satch Boogie                | Surfing with the Alien  | Guitar Hero World Tour - Jogo Eletrônico                                                            |                                                    |        |
| 2009 | Crowd Chant                 | Super Colossal          | NHL 2K10 - Jogo Eletrônico (Wii, Xbox 360, PS2 e PS3)                                               |                                                    |        |
| 2010 | Crowd Chant                 | Super Colossal          | Madden NFL 11 - Jogo Eletrônico (PS2, PS33, Wii, Xbox 360, PlayStation Portable, BlackBerry, e iOS) |                                                    |        |
| 2015 | Sleep Walk                  | Strange Beautiful Music | Guitar Man - Filme (documentário)                                                                   |                                                    |        |

- Fonte:imdb[33]

## Com oG3
| Lançamento | Álbum                         | Músicos                     | Formato        | Certificação/Vendas |
| ---------- | ----------------------------- | --------------------------- | -------------- | ------------------- |
| 1996       | G3: Live in Concert           | Satriani, Vai, Eric Johnson | CD e DVD       | Platina (RIAA)      |
| 2004       | G3: Rockin' in the Free World | Satriani, Vai, Malmsteen    | CD Duplo       |                     |
| 2004       | G3: Live In Denver            | Satriani, Vai, Malmsteen    | DVD            | Platina (RIAA)      |
| 2005       | G3: Live in Tokyo             | Satriani, Vai, Petrucci     | CD Duplo e DVD |                     |

## Com o grupoThe Squares
- 2019 - Best Of The Early 80's Demos[34]

## ComThe Greg Kihn Band
- 1986 - Love and Rock & Roll[35]
- 1996 - King Biscuit Flower Hour

## Com oChickenfoot
| Chickenfoot               | - Lançamento: 05 de Junho de 2009 - Gravadora: Redline Entertainment - Formatos: CD, LP, music download | 4 | 50 | 36 | 5  | 36 | 67 | 25 | 36 | 11 | 23  | - RIAA: ouro - Music Canada: ouro |
| Chickenfoot III           | - Lançamento: 27 de Setembro de 2011 - Gravadora: E1 Music - Formatos: CD, LP, music download           | 9 | 46 | 11 | 19 | 41 | 81 | 36 | 45 | 12 | 102 |                                   |
| "—" não chegou às paradas | |   |    |    |    |    |    |    |    |    |     |                                   |

### Álbuns Ao Vivo
| Álbum                                | Detalhes                                                                                      |
| ------------------------------------ | --------------------------------------------------------------------------------------------- |
| Chickenfoot: Get Your Buzz On - Live | - Lançamento: 20 de Abril de 2010 - Gravadora: Edel Records - Formatos: DVD, Blu-ray          |
| LV                                   | - Lançamento: 07 de Dezembro de 2012 - Gravadora: Edel Records - Formatos: CD, music download |

## Como Convidado
| Ano  | Artista                       | Álbum/Projeto                                          | Canção |
| ---- | ----------------------------- | ------------------------------------------------------ | --- |
| 1986 | Crowded House                 | Crowded House                                          | Back Vocals                                                                                               |
| 1987 | Danny Gottleib                | Aquamarine                                             | Guitarras na música "Monterey"                                                                            |
| 1988 | Stuart Hamm                   | Radio Free Albemuth                                    | Guitarras em "Radio Free Albemuth", "Flow My Tears" e "Sexually Active"                                   |
| 1988 | Blue Öyster Cult              | Imaginos                                               | Guitarra em "The Siege and Investiture of Baron von Frankenstein's Castle at Weisseria"                   |
| 1988 | Possessed                     | The Eyes of Horror                                     | Produtor do álbum                                                                                         |
| 1991 | Alice Cooper                  | Hey Stoopid                                            | Guitarra em "Hey Stoopid", "Burning Our Bed", "Feed My Frankenstein", "Little by Little", e "Wind-Up Toy" |
| 1992 | Brian May                     | Back to the Light                                      | |
| 1992 | Spinal Tap                    | Break Like the Wind                                    | Guitarra em "Break Like the Wind"                                                                         |
| 1996 | Pat Martino                   | All Sides Now                                          | Satriani toca nas faixas "Ellipsis" e "Never And After"                                                   |
| 1997 | Vários Artistas               | Merry Axemas: A Guitar Christmas                       | Guitarra em "Silent Night/Holy Night Jam"                                                                 |
| 2003 | The Yardbirds                 | Birdland                                               | Guitarra em "Train Kept A-Rollin'"                                                                        |
| 2004 | Jordan Rudess                 | Rhythm of Time                                         | Guitarras em "Screaming Head" e "Insects Among Us"                                                        |
| 2005 | NASCAR 06: Total Team Control | Trilha Sonora do Jogo Eletrônico                       | Composição e Interpretação de algumas canções                                                             |
| 2006 | Ian Gillan                    | Gillan's Inn                                           | Guitarras em "Unchain Your Brain", "Hang Me Out to Dry" e "Speed King"                                    |
| 2006 | Particle                      | Transformations Live for the People                    | Satriani toca nas faixas "W" e "Superstition"                                                             |
| 2007 | John 5                        | The Devil Knows My Name                                | Guitarra em "The Werewolf of Westeria"                                                                    |
| 2007 | Dream Theater                 | Systematic Chaos                                       | Uma das vozes em "Repentance"                                                                             |
| 2007 | Stanley Clarke                | Guitar Masters, Vol. 1                                 | Satriani toca na faixa "Hair"                                                                             |
| 2008 | Funtwo                        | YouTube Live                                           | |
| 2008 | Jason Becker                  | Collection                                             | |
| 2008 | Dave Martone                  | Álbum Clean                                            | Solo de guitarra na faixa "Nail Grinder"                                                                  |
| 2010 | Steve Miller Band             | Bingo!                                                 | Solos em "Rock Me Baby" e "Sweet Soul Vibe"                                                               |
| 2010 | Tarja Turunen                 | What Lies Beneath                                      | Guitarra na música "Falling Awake"                                                                        |
| 2013 | Steve Hunter                  | The Manhattan Blues Project                            | Solo em "Twilight in Harlem"                                                                              |
| 2015 | Joe Satriani e Robin DiMaggio | Apresentada na Assembleia Geral da ONU                 | A música “Music Without Words”, inédita até então, foi composta para arrecadar fundos para a ONU.         |
| 2016 | Vários artistas               | Projeto "The Epic Guitar Solo Challenge"               | Satriani toca uma parte do solo do single "Don’t You Tell Me Not To Play Guitar"                          |
| 2017 | Marco Minnemann               | Álbum "Borrego"                                        | Participação nas faixas "The Healer", "North Bound", "Horsepower" e "Hometown"                            |
| 2020 | Ayreon                        | Álbum "Transitus"                                      | Solo de guitarra na faixa "Get Out! Now!"                                                                 |
| 2020 | Cory Wong                     | Álbum "The Striped Album"                              | Solo de guitarra na musica "Massive"                                                                      |
| 2021 | Kitt Wakeley                  | Álbum "Symphony of Sinners & Saints"                   | Participação nas faixas "Forgive Me" e "Conflicted"                                                       |
| 2023 | Kitt Wakeley                  | Álbum "Symphony of Sinners & Saints Vol.II: The Storm" | Participação na faixa "All Things Sacred"                                                                 |

## Videografia
- 1990 - MTV Unplugged - Stevie Ray Vaughan & Joe Satriani - Episódio da série MTV Unplugged, que não foi lançado oficialmente.
- 2006 - Satriani apareceu no filme de Christopher Guest, “For You Consideration”, como o guitarrista da banda que tocou para o show de fim de noite.
- 2011 - Satriani faz uma aparição no filme O Homem Que Mudou o Jogo. Ele aparece no filme tocando o hino dos EUA.[49]

## Álbuns Tributo aJoe Satriani
| Ano  | Álbum                                     | Músico(s)/Banda | Ref.   |
| ---- | ----------------------------------------- | --------------- | ------ |
| 2001 | Crushing Days - A Tribute To Joe Satriani | Vários artistas | [ 50 ] |
| 2002 | A Tribute to Vai/Satriani: Lords of Karma | Vários artistas | [ 51 ] |